# 1129
سنة 1129 كانت سنة بسيطة تبدأ يوم الثلاثاء من التقويم اليولياني.

## مواليد
- أبو العباس السبتي.
- أوتوكار الثالث دوق شتاير مارك.
- هاينريش الأسد.

## وفيات
- دوس الأولى، كونتيسة بروفانس
- عتيق بن محمد الصقلي عالم مسلم ومحدث وفقيه